# Ca l'Americà (la Llacuna)
Ca l'Americà és una obra de la Llacuna (Anoia) inclosa a l'Inventari del Patrimoni Arquitectònic de Catalunya.

## Descripció
Està format per dues construccions diferents unides, amb la porta adovellada, situada em mig de les dues façanes però sembla que formant part d'una d'elles que és l'estructura més baixa i de planta irregular, ja que s'adapta al carrer i a la cantonada. Aquesta estructura té dos pisos i golfes i moltes finestres disposades simètricament (les de les golfes han estat tapiades). L'altra edifici és més alt, amb coberta a dues vessants i amb barbacana a un dels costats curts. També té moltes portes que formen balcons als dos pisos. La balconada del primer pis s'arrepenja damunt mènsules. A la planta baixa té finestres alineades amb les portes dels balcons. El portal d'entrada que uneix, a nivell de façana les dues construccions, porta, a la dovella principal: Joan Gomà 1878.

## Història
Possiblement Ca l'americà era possessió d'algú que va fer fortuna a Amèrica (n'hi ha alguns casos documentats a la Llacuna).
L'edifici més alt pot ser una fàbrica reutilitzada, ja que els 1843 Josep Gomà fundà fàbrica de filats. El 1880 un tal Joan Gomà ja consta com a taverna.